# My Boys
My Boys é um seriado de televisão norte-americano, exibido no canal TBS.

## O show
A série se baseia na vida da jornalista esportiva P.J. Franklin, pouco feminina,que namora o ator tyler hoechlin, e submersa num mundo quase totalmente masculino. Assim, ela acaba descolando uma série de conflitos e romances entre os homens que a rodeiam. 
O seriado aborda a frequentemente difícil amizade entre os sexos, bem como as dificuldades amorosas de uma mulher prática, sem melindres ou nhenhenhéns, e ainda por cima sempre rodeada de caras.